# Шабай Алі Алієвич
Шабай Алі́ Алі́євич (20 грудня 1977 — 23 травня 2022) — солдат ЗСУ, учасник російсько-української війни.

## Життєпис
Народився Алі в місті Харків, на шостому місяці вагітності, важив менше 1 кілограма, через що довгий час батьки, Маргарита Ісаківна Рубенчик та Алі Шабай, боролись за життя сина. Батько Алі був громадянином Танзанії, куди перевіз сім'ю дід Алі з Індії, мати та батько познайомились в Харківському медичному університеті, після повернення в Африку, батько захисника працював особистим лікарем Президента Танзанії. У 2018 році померла мати Алі, слідом за нею й батько, не витримавши такої втрати. Вірогідно Алі мав Ізраїльське громадянство.
Будівельник за професією, Шабай зголосився воювати лише через кілька днів після початку російського вторгнення в Україну.
З 17 травня рахувався зниклим безвісти. Алі Алієвич Шабай у віці 45 років, загинув 23 травня 2022 року в селі Тернова Харківської області, за майже п'ять кілометрів від російського кордону, під час відступу. Алі не встиг перебігти вулицю і був застрелений російським військовиком з кулемету. Побратими відправили дрон, щоб знайти Алі, але його тіла не було на тому місці, де він загинув. Рідні сподівались, що військовому вдалось вижити і він у полоні. З 26 березня 2023 року не рахувався зниклим безвісти. Українські війська звільнили цей район ще у вересні, але тіло Шабая було знайдено лише наприкінці березня після 10 місяців пошуків. Алі було знайдено в братській могилі та ідентифіковано експертизою ДНК за участі його сина.

## Спочинок
Як повідомила дружина рабина ХаБаДу з Харкова, ребецн Міріам Москович, син Алі, Аман який мешкає у Львові, передав останнє прохання батька: якщо він загине, хоче бути похованим відповідно до єврейської традиції. 24 квітня 2023 року (3 іяра), напередодні Йом га-Зікарон, ребе Моше Москович провів юдейську похоронну службу у супроводі чоловіків з єврейської громади на єврейському кладовищі Харкова.

## Нагороди
За особисту мужність і самовіддані дії, виявлені у захисті державного суверенітету та територіальної цілісності України, вірність військовій присязі нагороджений — Указом Президента України від 28 червня 2022 року № 449, орденом «За мужність» ІІІ ступеню (посмертно).